# Brava (pel·lícula)
Brava és una pel·lícula dramàtica espanyola del 2017 dirigida per Roser Aguilar, el segon llargmetratge, protagonitzat per Laia Marull (qui va passar una hora amb una psicòloga per preparar el personatge), en la que aprofundeix en la psicologia de la dona víctima de violació. Fou estrenada al Festival de Màlaga. Ha estat doblada al català.

## Sinopsi
La vida de Janine sembla anar bé fins que sofreix una agressió sexual al metro de Barcelona, i poc després és testimoni de com el mateix grup d'agressors viola una noia a pocs metres. Tractant de fugir del seu turment interior, escapa al poble on ara viu el seu pare intentant ocultar les seves ferides i coneix Pierre, un escultor d'obes de ferro. Però allí, lluny de trobar la pau, s'acostarà al seu costat més fosc.

## Repartiment
- Laia Marull	...	Janine
- Bruno Todeschini	...	Pierre
- Emilio Gutiérrez Caba...	Manel
- Sergio Caballero	...	Martí
- Francesc Orella	...	Sergent Videla
- Maria Ribera	...	Núria
- Mikel Iglesias	...	Ruben
- Roger Príncep	...	Max

## Nominacions
Premis Gaudí de 2018
| Categoria              | Persona               | Resultat |
| ---------------------- | --------------------- | -------- |
| Millor pel·lícula      |                       | Nominada |
| Millor actriu          | Laia Marull           | Nominada |
| Millor actor secundari | Emilio Gutiérrez Caba | Nominada |